# X (компания)
X Development LLC. (преди известна като Google X) е американска полусекретна научноизследователска организация в състава на холдинга Alphabet. Разположена е на около километър от седалището Googleplex в Маунтин Вю, (Калифорния). Основана е през януари 2010 г. На 2 октомври 2015 г., след пълно реструктуриране на Google към Alphabet, Google X става независима компания от холдинга Alphabet и е преименувана на X.
Основните направления на дейност на компанията са включени в списък от примерно 100 проекта на перспективни технологии, такива като автономен автомобил, очила с допълнена реалност, достъп до Интернет с помощта на въздушни балони в стратосферата, обучаема невронна мрежа, използваща разпознаване на реч и извличане на обекти от видео – например появяване на котка, а също интернет на нещата.
Google X многократно отрича, че извършва дейности, свързани с идеята за космически асансьор, въпреки нееднократните заявления от страна на трети лица в The New York Times през 2011 г.
На 23 май 2013 г. Google купува американската компания Makani Power, която произвежда хвърчила с вятърни турбини, което позволява да се получава евтина енергия от възобновяеми източници. През 2020 г. тази дейност е закрита, тъй като пътят към пазара „се оказал по-дълъг и рискован, отколкото се е предполагало“.
Репортерът на списание Businessweek, който посещава Google X през 2013 г., я описва като „обикновено двуетажно здание от червени тухли, разположено на около половин миля от главния кампус на Google. Пред фасадата се намира фонтан и има много велосипеди, с които служителите ходят до главния кампус.“

## Някои проекти

### Проектът Glass
Google Glass е проект по изследвания и разработки за създаване на очила-дисплей с очила с допълнена реалност. Целта на проекта е получаване в режим hands-free на информация, достъпна понастоящем за повечето потребители на смартфони, и предоставяне на възможност да се използва Интернет с помощта на команди, давани на естествен език.

### Автономният автомобил на Google
Автономният автомобил на Google е проект на Google X, който се състои в разработване на технология за управляване на колата без водач. Проектът се ръководи от инженер Себастиан Трун, директор на Станфордската лаборатория за изкуствен интелект и един от разработчиците на Google Street View. Колективът на Трун в Станфорд създава робота автомобил Stanley, който печели през 2005 г. състезанието DARPA Grand Challenge и получава награда от $2 млн. от Министерството на отбраната на САЩ. Екипът разработчици се е състоял от 15 инженери, работещи за Google, сред които Крис Урисън, Майк Монтемерло и Антони Левандовски.
Властите на щата Невада през юни 2011 г. приемат закон за възможността да се кара автомобил без водач на територията на щата, с лобиране от страна на Google. „Шофьорска книжка“ е дадена на колата Toyota Prius, модифицирана с помощта на разработената от Google експериментална технология за управление без участие на човек. През август 2012 г. групата разработчици обявява, че са изминали 300 хиляди мили на автомобил без участие на водач, без аварии, при това, като правило, на пътя постоянно е имало поне десетина автомобила.

### Проектът Loon
Проект „Loon“ се разработва от X с цел да се предостави достъп до Интернет на всички земни жители, независимо къде живеят. Тази възможност трябва да се осигури чрез балони, пуснати в стратосферата на височина около 20 km, като така се създаде въздушна безжична компютърна мрежа, която да поддържа скоростта на достъп до услугите 3G. Към 2014 г. балоните на проекта Google Loon са пролетели над 1 500 000 km. През юли 2018 г. Loon излиза от X и става дъщерна компания на Alphabet. През януари 2021 г. е обявено закриване на компанията.

### Проектът Wing
Проектът Wing на X има за цел бърза доставка на продукт и други товари по населени места с помощта на летателни апарати, аналогично на концепцията Amazon Prime Air. При обявяването на проекта на 28 август 2014 г. той вече две години тайно е бил разработван в Google, а пълномащабни тестове се провеждани в Австралия. Летателните апарати (своеобразни дронове, хибриди между самолет и хеликоптер) излитат вертикално, след това се обръщат в хоризонтално положение за самия полет. За доставката те спират („увисват“) над мястото и спускат пакета с въже на земята. В края на въжето се намира малък електронен сензор, който „усеща“, че пратката се е допряла до земята, откача въжето от нея и то се прибира обратно в дрона. При този начин на доставка е установено, че съществено се повишава безопасността и се изключва възможността пропелерът на дрона да засегне нещо по време на получаване на пратката.
През юли 2018 г. проектът Wing преминава в отделна компания.

### Verily
Биомедицинското подразделение на Alphabet Inc. Verily Life Sciences провежда изследвания в областта на здравеопазването. В частност, разработват се „умни“ контактни лещи.